# Miyota
Miyota (jap. 御代田町 Miyota-machi) – miasto w Japonii, na wyspie Honsiu, w prefekturze Nagano. Według danych na rok 2020 miejscowość zamieszkiwało 15 555 mieszkańców , a gęstość zaludnienia wyniosła 264,7 os./km².